# Ribas de Sil
Ribas de Sil là một đô thị ở tỉnh Lugo ở Galicia. Đô thị này thuộc comarca Quiroga.
Dân số năm 2003: 1.410 người theo điều tra của INE.

## Parroquia
- Nogueira (Nosa Señora das Neves)
- Peites (San Martiño)
- Piñeira (San Cristovo)
- Rairos (Santa Lucía)
- Ribas de Sil (San Clodio)
- Soutordei (Santiago)
- Torbeo (Santa María)